# 2024 McLaughlin
2024 McLaughlin là một tiểu hành tinh vành đai chính được phát hiện ở Đài thiên văn Goethe Link gần Brooklyn, Indiana bởi Chương trình tiểu hành tinh Indiana.